# とばりの彼方の世界にて〈ピーターの魂の旅〉
『とばりの彼方の世界にて〈ピーターの魂の旅〉』（とばりのかなたのせかいにて ピーターのたましいのたび、原題: In Realms Beyond: Book One of the Peter Chronicles）は、アル・マイナーとラマ・シングの著作。チャネリングによるとされる。

## 概要
ラマ・シングとは本書における高次元存在の呼称である。ラマ・シング自身は名前や称号を必要としていないグループ（魂の集団）存在だが、便宜上その名を受け入れている。
アル・マイナーは、本書の情報の源であるラマ・シングのチャネラーである。ラマ・シングと呼ばれている情報源は、アル・マイナーの属する魂の集団が目的としていることを実行する役割を担っている。またラマ・シングは、アルの教師であり、地球およびそれ以外の世界での過去性において一緒に働いてきたとも述べている。
ラマ・シングによると、アル・マイナーを通じて情報を伝える目的は、「人間が自らの内に神を見出すよう促すこと、ただそれだけです。」と言っている。また「本書でお伝えする口述情報が聴く人の意識を高めることができる、これこそが私たちの永遠の祈りであることを、どうぞ理解してください。」そして、「この情報は、聴く人それぞれで理解が異なります。人は誰しも神の比類なき創造物であり、言葉や話をそれぞれの内で聴くもの。それゆへ各人の理解も異なるのです。だから言葉そのものにこだわるのではなく、それぞれの言葉の内にあるスピリット（霊）に耳を傾けてください。」とも述べている。
さらに、「あなたが読もうとしているものは、アル・マイナーを通してラマ・シングが語った、死後のピーターの驚くべき人生の物語です。語られた言葉はほとんど逐語的であり、各章の冒頭の日付は、リーディングが行われた実際の日付です」と書かれている。

## 日本語訳の目次
- アル・マイナーからの献呈の辞
- ラマ・シングとは
- 本書でお伝えする情報について
- 私たちのチャネラーについて
- 序文
- プロローグ　始まり
- 第1章　漆黒の闇を超えて　1990年1月31日
- 第2章　庭園の意識世界　1990年3月29日
- 第3章　神について　1990年3月29日
- 第4章　共同創造　1990年6月3日
- 第5章　水晶研究者の意識世界　1990年6月4日
- 第6章　マントについての理解　1990年8月7日
- 第7章　内なる宇宙　1990年9月9日
- 第8章　霊的受諾　1990年10月4日
- 第9章　一つであること　1990年11月10日
- 第10章　贈り物を分かち合うこと　1990年12月10日
- 第11章　水晶の式典　1990年12月11日
- アル・マイナーとスーザン・マイナーからのお知らせ
- アル・マイナーについて
- 訳者紹介

## 著者
- アル・マイナー&ラマ・シング（Al Miner ＆ Lama Sing）

## 著作
- In Realms Beyond: Book One of the Peter Chronicles (1990[3])

## 日本語訳
- 『死後世界へのソウルガイド＆ナビゲーション：高次元存在ラマ・シングに聞く』
金原博昭・志水真木訳、徳間書店、５次元文庫、2011年3月、ISBN 978-4-19-906112-7
- 『とばりの彼方の世界にて〈ピーターの魂の旅〉』（電子書籍版・改題）
金原博昭・志水真木訳、オリオン形而上学研究所 発行、2013年10月